# Myrmarachne albocincta
Myrmarachne albocincta este o specie de păianjeni din genul Myrmarachne, familia Salticidae. A fost descrisă pentru prima dată de Koch C.L., 1846. Conform Catalogue of Life specia Myrmarachne albocincta nu are subspecii cunoscute.